# Joseph Haumont
Joseph Haumont (Hoegaarden, 31 mei 1783 – Lanklaar, 23 april 1848) was een Belgisch filosoof.

## Biografie
De grootvader van Haumont was landbouwer, de vader was chirurgijn net als drie van zijn ooms; zijn moeder, Marie-Marguerite Grisar, was afkomstig uit Luik. Hij had twee broers, waarvan een onder andere in Holland heeft gewerkt en de andere gemeenteontvanger werd in Hoegaarden. 
Joseph Haumont studeerde bij de Augustijnen in Tienen. In 1806 kwam hij in overheidsdienst en van 1810–1814 was hij opzichter tweede klas in het Departement Bruggen en Wegen. In 1817 verliet hij de overheidsdienst als gevolg van een ruzie. 
Tussen 1817 en 1819 kwamen zijn meeste filosofische werken tot stand. Ze bestonden vooral uit beschouwingen omtrent de (natuur)wetenschappen en het daarbij behorend taalgebruik. Haumont liet zich inspireren door Étienne Bonnot de Condillac. Later richtte hij zich meer tot het mysticisme en rond 1842 werd hij een bewonderaar van de utopisch-socialistische denker Charles Fourier.
Zijn geschriften brachten Haumont in contact met voor- en tegenstanders van zijn theorieën. De voornaamste onder hen, met wie hij heel wat discussies voerde, was de Belgische filosoof en politicus Pierre Van Meenen. 
Daar hij toch in zijn onderhoud moest voorzien, wist hij, met behulp van 'kruiwagens', een baan te bemachtigen als rentmeester bij de graaf van Merode in Pietersheim. De intendant van de graaf was echter tegen deze aanstelling en maakte Joseph het leven moeilijk, zodat hij in 1827 weer bij de overheid solliciteerde en opnieuw bij het Departement Waterstaat of Bruggen en Wegen werd aangenomen. Daar was hij onder meer betrokken bij de aanleg van de weg naar Tervuren en de hoofdweg van Leuven naar Namen. In 1840 trok hij zich terug in een villa tussen As en Lanklaar. 
Haumont was getrouwd met Marie-Catherine Cuvelier (1779–1864). Hij had een zoon die zich om de nagelaten papieren van zijn vader bekommerde.
Zijn biograaf, de radicale liberaal Félix Delhasse schreef uitgebreid over de gedachtegangen die Haumont ontwikkelde en oordeelde dat deze bescheiden filosoof voldoende originaliteit vertoonde om niet in de vergetelheid te blijven waarin hij na zijn dood was terechtgekomen.

## Publicaties
Zijn gepubliceerd werk beslaat amper een honderdtal bladzijden. 
- Discours sur les sciences en général et sur leur langue en particulier (Brussel, Demat, 1818)
- Discours sur les systèmes (Brussel, Demat, 1818)
- la Trinité antique et le droit de vie et de mort (1827)
- Trois mots sur des choses importantes , par un paysan flamand (Brussel, Gérusez , 1842).
- Discours sur l'usage et l'opinion, onuitgegeven.

## Externe bronnen
- (fr) Delhasse, Félix (1854). Joseph Haumont. Gearchiveerd op 28 augustus 2023.
- (fr) Delhasse, Félix (1857). Écrivains et hommes politiques de la Belgique, pp.226-228. Gearchiveerd op 28 augustus 2023.